# Punilla
Tỉnh Punilla là một trong ba tỉnh của vùng Ñuble của Chile

## Xã
- San Carlos
- San Nicolás
- San Fabián
- Coihueco
- Ñiquén